# فرودگاه محلی رد وینگ
 فرودگاه محلی رد وینگ (به انگلیسی: Red Wing Regional Airport) یک فرودگاه همگانی بهره‌برداری هوایی است که یک باند فرود آسفالت دارد و طول باند آن ۱۵۲۷ متر است. این فرودگاه در کشور ایالات متحده آمریکا قرار دارد و در ارتفاع ۲۳۸ متری از سطح دریا واقع شده است.

## red wing boot
- کد فرودگاهی ایکائو
- فهرست فرودگاه‌های ایالات متحده آمریکا